# Roman Schomburg

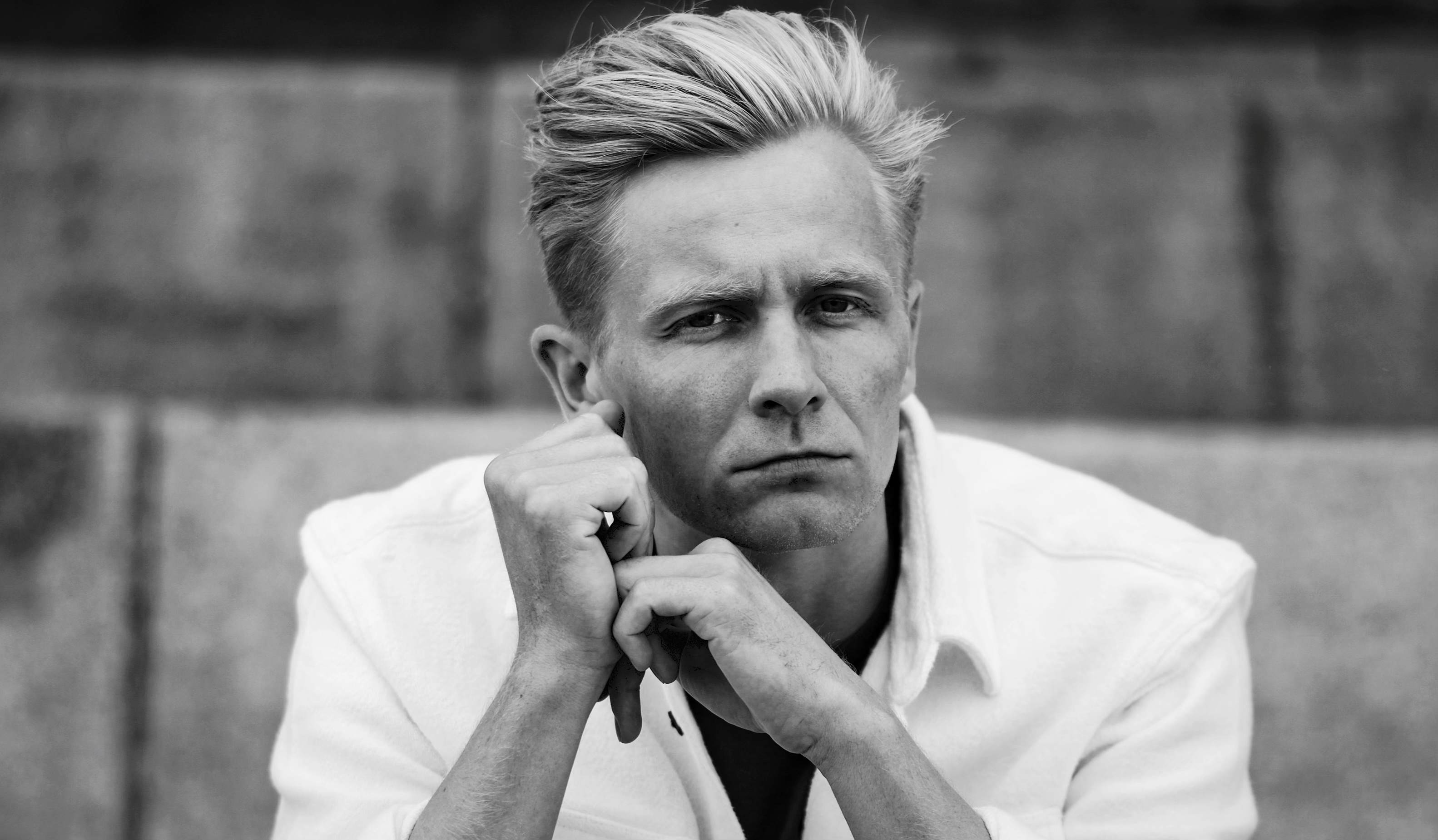
Roman Schomburg (2022)

Roman Schomburg (* 25. Juni 1992 in Bremen) ist ein deutscher Schauspieler, Regisseur, Synchronsprecher und Hörbuchsprecher.

## Leben
Roman Schomburg stammt aus einer Familie, die ursprünglich nichts mit der Film- und Fernsehbranche zu tun hatte. Sein Vater ist Zahntechniker-Meister, seine Mutter Bilanzbuchhalterin. Schomburg wuchs mit seiner Schwester in Niedersachsen auf. Bereits im Kindesalter arbeitete er als Model für verschiedene Textil- und Versandhäuser. Nach dem Schulabschluss war er unter anderem als Fahrer bei Autovermietungen, im Flughafen-Check-in, als Kellner, auf einer Bootswerft sowie kurzzeitig am Fließband eines Automobilherstellers tätig. Sein Fachabitur in Produktdesign machte er 2011 an der Wilhelm-Wagenfeld-Schule in Bremen. Sein Interesse an der Schauspielerei entwickelte sich in dieser Zeit. 2013 begann er sein Studium an der Hochschule für Schauspielkunst „Ernst Busch“ Berlin. Auf anschließende Hörspiel- und Synchronsprecherrollen, während des Studiums, folgten dann erste Fernseharbeiten. Seine erste Rolle hatte er mit einem Satz in einem Kinofilm von Gore Verbinski.
Nach seiner Ausmusterung versuchte er, ein Freiwilliges Ökologisches Jahr zu absolvieren, zog jedoch schließlich nach Hamburg zunächst mit dem Ziel, ein Studium im Bereich Produktdesign zu beginnen.
Im Jahr 2020 spielte er eine größere Rolle in dem Kinofilm Into the Darkness von Anders Refn. An der Seite von Jesper Christensen verkörperte er darin den ungewollten Schwiegersohn der Hauptfigur. In der Fernsehserie Babylon Berlin war Schomburg als Investmentbanker Reetwich zu sehen, der dem von Godehard Giese dargestellten Oberkommissar Böhm fragwürdige Wertpapiere verkauft. Im selben Jahr übernahm er die Hauptrolle des Ben im Debütfilm Nachtwache von Joachim Neef, in dem die Figur nach einem Unfall den Verlust der Schwester verarbeiten muss.
In Detlev Bucks Weihnachtsthriller Wir können nicht anders spielt Schomburg 2020 Thoralf, den Handlanger von Sascha Alexander Geršak. In der Disney+-Serie Sam – Ein Sachse war Schomburg 2023 in der Rolle eines Gegenspielers der Hauptfigur zu sehen. Im Kriegsfilm Murder Company stand er 2023 an der Seite von William Moseley vor der Kamera.

## Filmografie (Auswahl)
Kino
- 2015: A Cure for Wellness
- 2016: Die Hölle ist oben
- 2018: Kalte Füße
- 2020: Into the Darkness (De forbandede år)
- 2020: Nachtwache
- 2020: Wir können nicht anders
- 2023: Bonhoeffer
- 2023: Murder Company

Fernsehen/Streaming
- 2016: Die Spezialisten – Im Namen der Opfer – Zersetzt
- 2017: SOKO Leipzig – Schattenmann
- 2017: Letzte Spur Berlin – Schattenpolitik
- 2017: Ku’damm 59 – Im Urwald
- 2018: Das Quartett: Der lange Schatten des Todes (Fernsehreihe)
- 2018: Kommissarin Heller – Herzversagen (Fernsehreihe)
- 2018: Angst in meinem Kopf
- 2019: Babylon Berlin
- 2019: Blutige Anfänger – Im rechten Licht
- 2019: Die Bergretter – Letzter Wille
- 2019: Der Bulle und das Biest – Karma
- 2020: Das Quartett: Das Mörderhaus (Fernsehreihe)
- 2020: Das Quartett – Die Tote vom Balkon
- 2020: WAPO Berlin – Moses
- 2021: Notruf Hafenkante – Schatzsuche
- 2021: Neuland
- 2021: SOKO Köln – Tief verletzt
- 2021: SOKO Leipzig – Auf Sand gebaut
- 2021: Die Heiland – Wir sind Anwalt – Tod im Schilf
- 2021: WaPo Berlin – Moses
- 2022: Das Quartett: Mörderischer Pakt
- 2022: Sam – Ein Sachse
- 2022: The Gold
- 2022: The new look
- 2023: SOKO Stuttgart: Bibelfest
- 2023: SOKO Leipzig: Hautnah
- 2024: SOKO Hamburg: Der letzte Aufschlag